# Jarvis Varnado
Jarvis Lamar Varnado (nacido el 1 de marzo de 1988 en Brownsville, Tennessee) es un jugador de baloncesto estadounidense que pertenece a la plantilla del Piratas de La Guaira de la Superliga Profesional de Baloncesto. Con 2,06 metros de estatura, juega en la posición de ala-pívot. Es hermano del también baloncestista Jordon Varnado.

## Trayectoria deportiva

### Universidad
Jugó durante cuatro temporadas con los Bulldogs de la Universidad Estatal de Misisipi, en las que promedió 10,0 puntos, 7,8 rebotes y 4,0 tapones por partido. En sus dos últimas temporadas lideró la División I de la NCAA en tapones, siendo en la actualidad el máximo taponador de la historia de la liga universitaria, con 564. En 2009 consiguió él solo 170 tapones, más que 309 de los 330 equipos de la División I. En 2010 fue elegido Jugador Defensivo del Año de la NABC.

### Profesional
Fue elegido en la cuadragésimo primera posición del Draft de la NBA de 2010 por Miami Heat, pero fue descartado por el equipo de Florida, marchándose a jugar al Tuscany Pistoia de la LegADue italiana. Allí ha acabado su primera temporada promediando 15,7 puntos, 8,9 rebotes y 2,8 tapones por partido, batiendo tanto el récord de la liga de tapones en un partido, colocando 9 en el enfrentamiento ante el Fastweb Casale, y el de tapones en todo el campeonato, con 85, superando el récord que poseía Lamont Barnes desde 2002.
En 2011 firma con el equipo israelí del Hapoel Migdala, firmando por una temporada.
A fines del 2012 firma por los Boston Celtics ocupando e Nro 41. Pero es despedido el 6 de enero del 2013 junto a Kris Joseph. Al día siguiente firma un contrato de 10 días con uno de los principales enemigos de los Celtics, los Miami Heat donde ocupa el Nro 24, luego de que los 10 días pasan, los Heat deciden contratarlo hasta el final de la temporada 2012-2013 de la NBA.

## Estadísticas

### Temporada regular
| Año     | Equipo       | PJ | PT | MPP  | %TC  | %3P  | %TL  | RPP | APP | ROB | TPP | PPP |
| ------- | ------------ | -- | -- | ---- | ---- | ---- | ---- | --- | --- | --- | --- | --- |
| 2012-13 | Boston       | 5  | 0  | 3.6  | .500 | .000 | .500 | .6  | .2  | .2  | .0  | 1.2 |
| 2012-13 | Miami        | 8  | 0  | 5.0  | .333 | .000 | .000 | .8  | .3  | .0  | .3  | .3  |
| 2013-14 | Chicago      | 1  | 0  | 2.0  | .000 | .000 | .000 | .0  | .0  | .0  | .0  | .0  |
| 2013-14 | Philadelphia | 23 | 0  | 14.7 | .600 | .000 | .519 | 2.7 | .6  | .4  | 1.3 | 4.3 |
| Total   |              | 37 | 0  | 10.7 | .582 | .000 | .518 | 1.9 | .4  | .3  | .8  | 2.9 |